# Museo del tessuto
Il Museo del Tessuto si trova a Prato in via Puccetti 3 ed è uno dei più importanti a livello nazionale ed europeo sulla storia e lo sviluppo della tessitura dall'antichità ai giorni nostri.

## Storia
Il primo nucleo del museo venne costituito nel 1975 grazie alla donazione di un corpus di tessuti del XIV - XIX secolo da parte del collezionista privato Loriano Bertini all'Istituto Tecnico Industriale "Tullio Buzzi", scuola per la formazione di periti chimici, tessili e meccanici.
La scuola ha ospitato le collezioni fino al 1997 quando venne inaugurata la nuova sede di piazza del Comune dove il museo ha svolto la sua attività fino ad aprile 2003. Dal 1975 le collezioni tessili, grazie alle acquisizioni dell'associazione ex allievi dell'istituto tessile sono cresciute fino a raggiungere il patrimonio attuale che oggi è di assoluto rilievo a livello internazionale.
L'arte della lavorazione tessile è documentata dall'era paleocristiana fino ai nostri giorni nelle varie tecniche di esecuzione, per un totale di circa seimila reperti. Completano il patrimonio del museo un fondo librario, una collezione di figurini di moda dell'800, macchinari, campionari di chimica tintoria e strumenti di preparazione alla tessitura di varia epoca.
Attualmente il Museo del Tessuto è gestito da una fondazione costituita da comune di Prato, provincia di Prato, Unione Industriale, Cariprato, Camera di Commercio Industria Agricoltura e Artigianato.
In un'altra parte del complesso è previsto che venga ospitata la biblioteca comunale e i servizi connessi.
Dal 2003 il Museo ha sede presso l'ex Cimatoria Campolmi, una delle fabbriche più antiche del comune di Prato.

## Il percorso museale

### Area di familiarizzazione

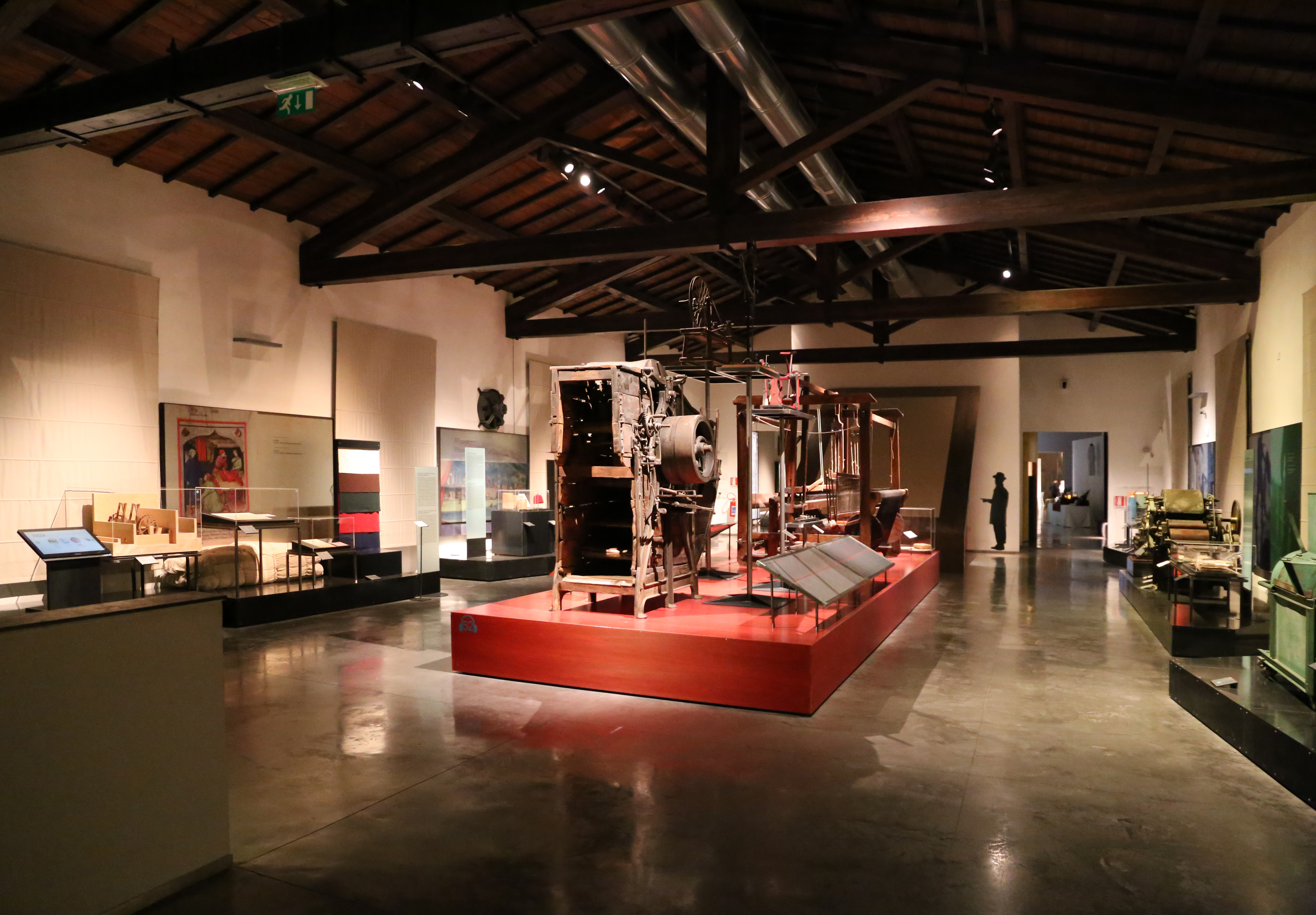
Interno

L'area di familiarizzazione è stata creata per introdurre il visitatore alla fruizione consapevole delle collezioni del museo. Grazie a una lettura graduale del manufatto tessile, con un approccio diretto e facilmente comprensibile, il visitatore può capire, apprezzare e approfondire la propria conoscenza del settore. La possibilità di toccare alcuni dei materiali in mostra garantisce inoltre una partecipazione attiva. Il percorso tracciato lungo il corridoio iniziale presenta la [[filiera tesciao
sile]], cioè il ciclo produttivo del tessuto nelle sue fasi essenziali.

### Sala storica e le collezioni antiche
Una vasta sala con volte a crociera su pilastri neogotici (1869) accoglie la sezione storica, con allestimento flessibile, in grandi vetrine. 
Frammenti provenienti dalle aree geografiche dell'antico Perù (tessuti precolombiani) e dalle sepolture dell'Egitto cristianizzato (tessuti copti) costituiscono il nucleo archeologico.
Molto ricca è la sezione che testimonia la produzione tessile dei secoli XIV - XVIII con frammenti provenienti dall'Italia, dall'Europa, dal Medio e dall'Estremo Oriente.
L'Ottocento e il Novecento sono rappresentati da tessuti per abbigliamento e arredamento, alcuni dei quali d'autore (Henry Moore, Giò Ponti, Raoul Dufy), abiti, ricami, merletti e passamanerie, nonché da importanti campionari delle prime fabbriche di Prato.
Di notevole interesse storico-antropologico sono i tessuti etnici del XIX e XX secolo provenienti da India, Cina, Giappone, Indonesia, America Centrale e Meridionale. I tessuti sono esposti all'interno di particolari e innovative teche mobili che permettono di modificare l'allestimento della sala secondo i diversi contenuti delle esposizioni.
Ogni teca presenta un periodo storico e i tessuti sono soggetti a periodiche rotazioni. 
L'allestimento rispecchia i criteri conservativi ma al tempo stesso valorizza i tessuti sottolineandone gli aspetti artistici e tecnici.
L'esposizione è arricchita dalle proiezioni di immagini artistiche e storiche per ricreare le suggestioni e l'atmosfera in cui i tessuti furono, nel corso dei secoli, progettati, realizzati e utilizzati.
Le collezioni sono così classificate:
- Tessuti antichi e paramenti sacri. Questi sono materiali prodotti in Europa risalenti all'inizio del XIII sec. fino al XX secolo a testimonianza dei momenti più importanti dello sviluppo delle manifatture europee. Le tipologie sono varie, sono presenti tessuti figurati, velluti, tovaglie perugine, lampassi e damaschi.
- Tessuti e manufatti ricamati. Questa collezione è composta da una gamma di ricami realizzati su oggetti confezionati di origine Italiana ed europea dal XV al XX secolo e da una serie i frammenti provenienti da raccolte storiche.
- Tessuti e abiti etnici. Questa raccolta è di grande valore storico e antropologico. I tessuti provengono da India, Indonesia e dallo Yemen, America centrale e meridionale, Cina e Giappone. Questa vastità di decori e simbologie testimoniano il valore dell’arte tessile come strumento sociale di comunicazione.
- Tessuti archeologici. Questa rara collezione è composta da frammenti tessili ritrovati durante scavi o sepolture. Generalmente appartenenti al III-X sec. d.C., descrivono la cultura copta e colombiana.
- Campionari pratesi. Una raccolta di libri/campionari di storiche aziende di Prato. Lo scopo di questa collezione è quello di documentare l’evolversi del gusto e dello stile Pratese dal tardi 1800 al periodo contemporaneo.
- Bozzetti e tessuti d’artista. Questi esemplari sono realizzati da artisti del 1900 come Raoul Dufy e Thayaht e da maestri contemporanei, come Giò Pomodoro e Bruno Munari. Questi hanno trasformati il concetto di tessuto, facendone una forma espressiva della loro creatività.
- Tessuti contemporanei. Questa collezione contiene una selezione di tessuti appartenenti al 1976 e oltre. Questi prodotti sono ritenuti importanti per innovazione tecnologica ed espressione delle tendenze moda della città di Prato.
- Abiti e accessori. Questa sezione vuole testimoniare l’evoluzione del costume dal XVI secolo fino ad oggi. In particolare, si evidenziano alcuni modelli realizzati con tessuti pratesi per prestigiose produzioni cinematografiche.
- Macchinari. Questa collezione vuole mostrare tutti quegli strumenti di preparazione alla tessitura come telai manuali, follatrici, macchine battitore,... di manifattura italiana o frutto di progetti locali per la produzione pratese.
- Figurini di moda. Questa unica collezione raccoglie circa 1700 figurini maschili e femminili provenienti dalle principali riviste italiane e francesi del XIX secolo. L'intera gamma è consultabile nel catalogo on line.

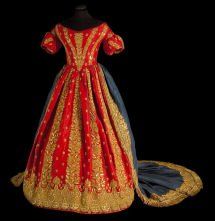
Abito di corte, Napoli 1848

### Prato città tessile
Il percorso prende in considerazione alcuni momenti significativi della straordinaria storia che lega il territorio alla produzione tessile e a quella laniera in particolare, dal medioevo fino agli anni novanta del XX secolo.
La terra di Galceti, il fiume Bisenzio e la canalizzazione dell'acqua attraverso il sistema delle gore sono alcune caratteristiche del territorio pratese che hanno facilitato l'inizio dell'attività tessile.
La prima sezione documenta la produzione del panno in epoca medievale attraverso materiale iconografico e documentario. La sezione dedicata al periodo preindustriale illustra un varco cronologico che dal Quattrocento arriva fino alla metà del XIX secolo. Nel Rinascimento e nel Seicento la produzione tessile pratese subisce forti limitazioni nella qualità e nell'esportazione a causa delle leggi imposte dai Granduchi di Toscana.
Una prima fase di risveglio produttivo si avverte solo alla fine del Settecento grazie ad alcuni imprenditori e alla produzione dei cosiddetti "berretti alla levantina" (i fez). La prima metà del secolo successivo è caratterizzata dall'introduzione sul territorio del telaio Jacquard ad opera di Giovan Battista Mazzoni.
L'evoluzione della produzione tessile pratese tra il 1850 e il 1950 è presentata attraverso un'installazione multimediale che illustra le evoluzioni tecnologiche dei materiali ed i mutamenti organizzativi, sociali e produttivi.
Dalla seconda guerra mondiale in poi il percorso si concentra nell'illustrare il frenetico ritmo che dalla ricostruzione agli anni '90 ha permesso la strutturazione e la crescita del distretto tessile industriale con le caratteristiche che vediamo oggi.
Sono presentate in forma semplice e sintetica la fase di passaggio dalla produzione tradizionale al prodotto moda vero e proprio attraverso le innovazioni nel campo della ricerca dei materiali, della struttura dei processi di nobilitazione. Sono gli anni in cui vengono introdotte le prime fibre sintetiche, si realizzano tessuti elasticizzati e finte pellicce, anni in cui il distretto pratese si pone lentamente come uno tra i principali centri della moda mondiale per i tessuti e per i filati.

## Archivio
È presente un archivio di tessuti e campionari di epoca industriale prevalentemente realizzati da aziende locali dalla fine dell'Ottocento agli anni 2000. Inoltre si conserva un archivio di tessuti contemporanei denominato Textile Library consultabile su appuntamento.

## Biblioteca
È presente una biblioteca specializzata che consiste in circa 4000 volumi che trattano argomenti dalle materie prime al design, dalla storia della moda all’arte tessile contemporanea. L'accesso alla biblioteca è possibile su appuntamento. Il catalogo può essere consultato su OPAC.